# Вермилион (озёра)
Вермилион (англ. Vermilion Lakes) — группа озёр в Национальном парке Банф, расположенном в Канадских Скалистых горах на территории провинции Альберта. Находятся в долине реки Боу, питание и сток также по этой реке. Площадь поверхности озёр составляет 0,48 км².

## История
Археологические раскопки показали, что древние люди жили на берегах озёр более 10800 лет назад, в частности были обнаружены следы стоянок и обсидиановые орудия труда.